# Lena Biolcati
Lorena "Lena" Biolcati (Galliate, 26 de enero de 1960) es una cantante italiana.

## Biografía
Pariente de la cantante Milva, ganó en 1984 el Festival di Castrocaro y al año siguiente participó en el Festival de Sanremo, y también en 1986, 1987, 1989 y 1990.
Ha participado en el musical Pinocchio - Il grande musical de Pooh.

## Álbumes
- 1986 - Lena Biolcati
- 1987 - Ballerina
- 1989 - La luna nel cortile
- 1990 - 1990 Giorni dopo